# 查爾斯·克勞薩默

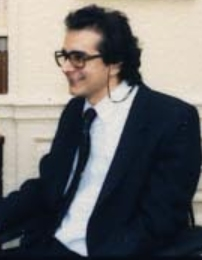
查爾斯·克勞薩默

查尔斯·克劳瑟默（Charles，1950年3月13日 - 2018年6月21日）是一位美国時政專欄作家。克劳瑟默起初是一名自由主义者，后来成为美國保守主義政治時評人，并于1987年获得普利策奖。  
在哈佛医学院学习医学的第一年，克劳瑟默在一次跳水時不慎搞壞脊髓，导致腰部以下永久瘫痪。  14个月后，他重返医学院學習，毕业后成为一名精神科醫師并于1980年参与了精神疾病診斷與統計手冊的編寫。 
他于1978年加入吉米·卡特政府，負責精神病学的研究，  1980 年又負責為副总统沃尔特·蒙代尔編寫演讲稿。
20世纪70年代末，克劳瑟默成為一名专栏作家和政治评论员。 1985年起，他會定期在《华盛顿邮报》的专栏發表文章。克劳瑟默曾担任旗帜周刊的特约编辑以及福克斯新聞的撰稿人。
克劳瑟默主張美国要積極介入全球事務，并支持發動海湾战争和伊拉克战争。
他于2018年6月21日因癌症去世。 